# Betelpfeffer
Betelpfeffer oder Betel (Piper betle) ist eine Pflanzenart aus der Gattung Pfeffer in der Familie der Pfeffergewächse (Piperaceae). Die ursprüngliche Heimat dieser Pflanzenart ist unbekannt, vielleicht stammt sie aus dem biogeographischen Gebiet Malesien. Sie wird heute auch auf dem gesamten indischen Subkontinent sowie in Südostasien angebaut und wird dort auf Hindi पान pān genannt (Pan), anglisierend auch Paan. Ihre Blätter finden in der ayurvedischen Medizin Verwendung, in Südasien werden sie zusammen mit gelöschtem Kalk, Gewürzen und Betelnuss gekaut (siehe Sirih-Pinang: Paan).

## Beschreibung

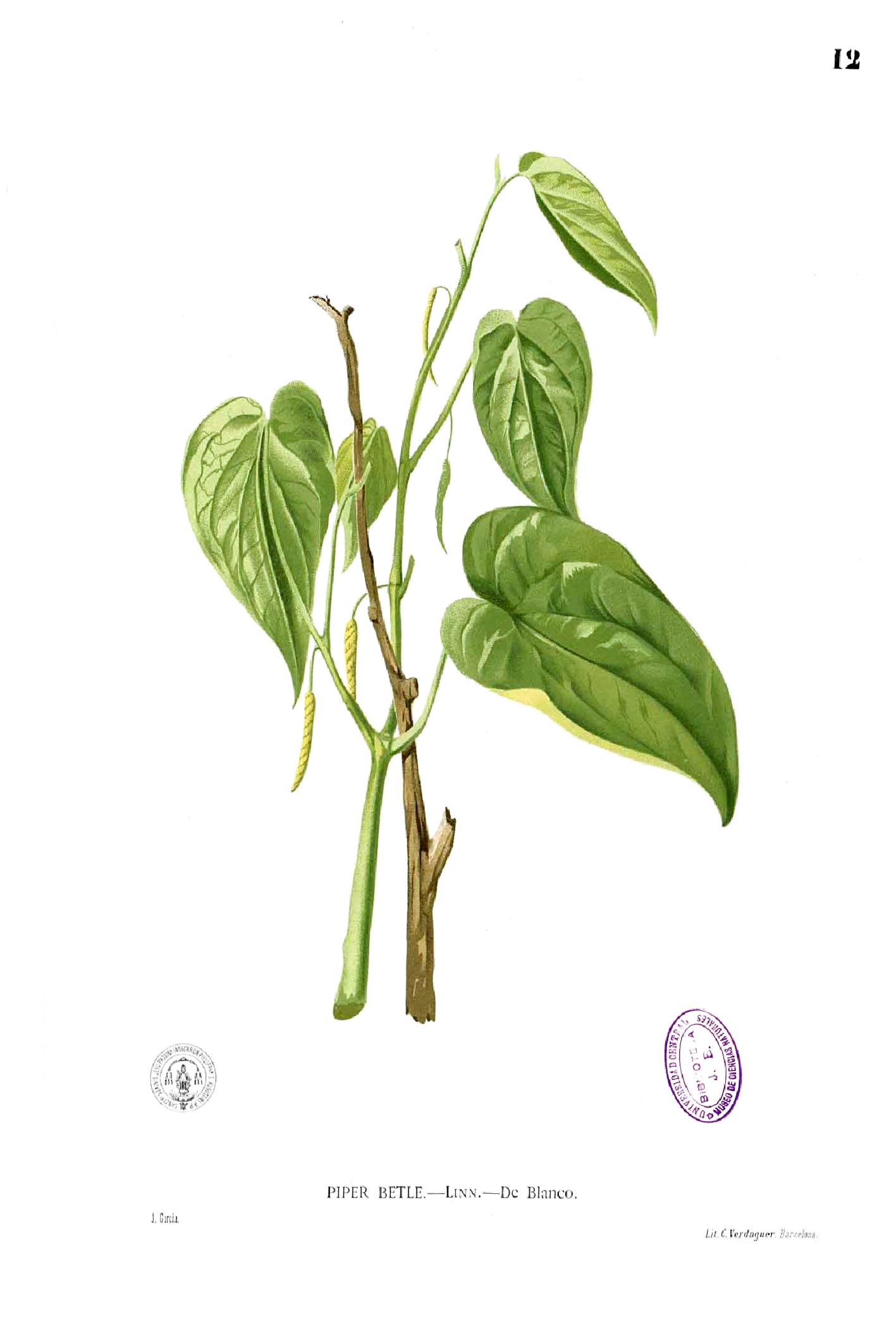
Illustration aus Blanco

### Erscheinungsbild und Blatt
Der Betelpfeffer wächst als immergrüne, ausdauernde Kletterpflanze und rankt etwa 1 Meter hoch. Die rankende, etwas wollig behaarte Sprossachse besitzt einen Durchmesser von 2,5 bis 5 mm und bildet an den Knoten (Nodien) wurzeln aus.
Die wechselständig angeordneten Laubblätter sind in Blattscheide, Blattstiel und -spreite gegliedert. Die nebenblattähnliche Blattscheide, Prophyll genannt, ist etwa 1/3 so lang wie der Blattstiel und wenn das Blatt abfällt hinterlässt das Prophyll eine ringförmige Blattnarbe an jedem Knoten. Der 2 bis 5 cm lange Blattstiel ist sehr fein puderig flaumig behaart. Die einfache, papierartige bis mehr oder weniger ledrige Blattspreite ist mehr oder weniger symmetrisch, bei einer Länge von 7 bis 15 cm sowie einer Breite von 5 bis 11 cm meist eiförmig bis eiförmig-länglich mit herzförmigen Spreitengrund, aber die am obersten Bereich der Sprossachse sind manchmal elliptisch mit gerundetem Spreitengrund, das obere Ende ist immer zugespitzt. Die Blattunterseite ist dicht drüsig behaart und dort sind die Blattadern sehr fein puderig flaumig behaart. Die Blattoberseite ist kahl. Es sind sieben Hauptadern vorhanden, von denen das oberste Paar 0,7 bis 2 cm über der Spreitenbasis entspringt, die anderen entspringen am Spreitengrund. Es sind deutlich erkennbare Netzadern vorhanden.

### Blütenstand, Blüte und Frucht
Der Betelpfeffer ist zweihäusig getrenntgeschlechtig (diözisch). Die Blütezeit reicht in China von Mai bis Juli. Die ährigen Blütenstände entspringen gegenüber den Blattachseln. Die männlichen Blütenstände sind während der Anthese fast so lang wie die Blattspreiten und ihre Blütenstandsschäfte sind fast so lang wie die Blattstiele. Ihre Blütenstandsachse ist flaumig behaart. Ihre Tragblätter sind mehr oder weniger sitzend und bei einer Breite von 1 bis 1,3 mm mehr oder weniger kreisförmig, selten verkehrt-eiförmig oder schildförmig. Die männlichen Blüten enthalten zwei Staubblätter. Ihre dicken Staubfäden sind etwa so lang wie die nierenförmigen Staubbeutel. Die weiblichen Blütenstände sind mit einem Durchmesser von etwa 1 cm und einer Länge von 3 bis 5 cm länger als die Frucht. Ihre fleischige Blütenstandsachse ist dicht flaumig behaart. Der oberständige Fruchtknoten ist teilweise von der Blütenstandsachse umhüllt und mit dieser verwachsen. Das obere Ende des Fruchtknotens ist filzig behaart. Je weiblicher Blüte sind vier oder fünf freie, filzig behaarte Narben vorhanden.
Die Steinfrüchte sind zu stielrunden, fleischigen Sammelfrüchten verwachsen, die an ihrem oberen Ende filzig behaart sind und bei Reife sich rötlich färben.

### Chromosomenzahl
Die Chromosomenzahl beträgt 2n = 42, 52, 58, 64, 78 oder 195.

## Verwendung
Betelpfeffer gibt es in verschiedenen Sorten, deren Blätter sich auch im Geschmack unterscheiden. Zu den besten Betelblättern gehören die der Sorte „Magadhi“ (aus der Region Magadha stammend), die um Patna in Bihar angebaut wird.
Betelblätter werden als stimulierendes Mittel und Antiseptikum verwendet. In der ayurvedischen Medizin wird ihnen aphrodisische Wirkung nachgesagt. In verschiedenen südostasiatischen Ländern findet Betelpfeffer als Heilmittel gegen Kopfschmerzen, Zahnschmerzen, Arthritis und Gelenkschmerzen, aber auch als Antibiotikum oder bei Verdauungsschwierigkeiten Verwendung.

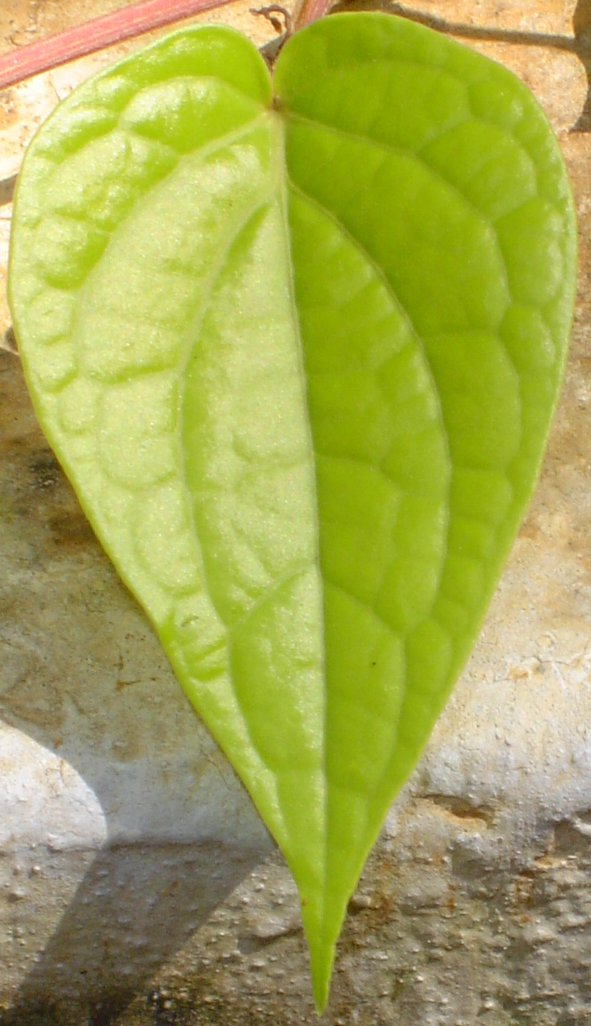
Betelblatt

Neben der ayurvedischen medizinischen Verwendung von Pflanzenteilen werden die Blätter des Betelpfeffers in Indien und Teilen Südostasiens als Munderfrischer gekaut. Zu den wirksamen Substanzen des in den Blättern enthaltenen ätherischen Betelöls gehören Eugenol, Chavicol und Eukalyptol sowie Terpene.

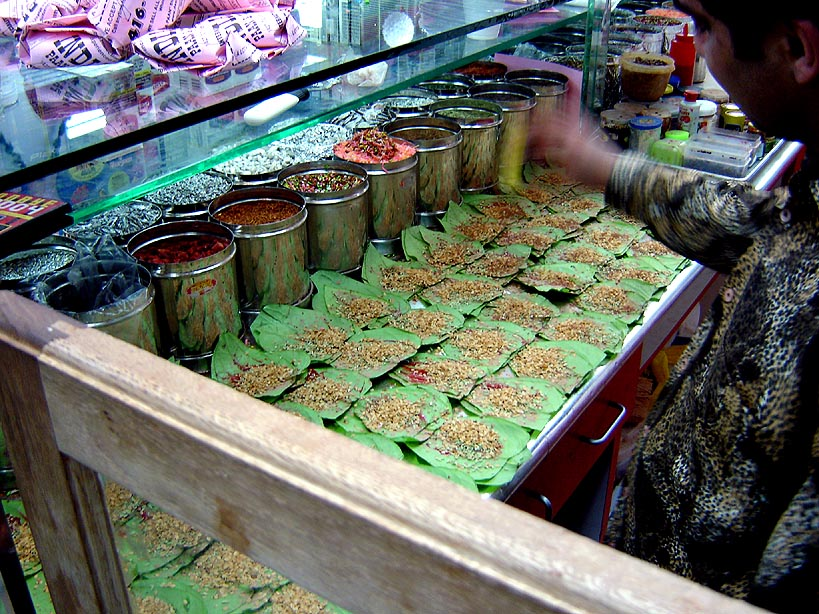
Pan-Zubereitung an einem indischen Straßenstand

Dazu werden in Betelblätter gelöschter Kalk (Calciumhydroxid) und geriebene Betelnuss (Arekanuss) – beides zu einer Paste verarbeitet – sowie eine Gewürzmischung (pan masala) bestehend aus Kardamom, Anis, Pfefferminze, Kokos und anderen gewickelt und mit einem Zahnstocher oder einer Nelke zusammengehalten. Es gibt auch Zubereitungen zusätzlich mit Tabakpulver und Koriandersamen.
Der Löschkalk hält die aktiven Substanzen in ihrer basischen bzw. alkalinen Form und ermöglicht somit die sublinguale Absorption ins Blut. Die Arekanuss enthält das Alkaloid Arecolin, welches Speichelfluss verursacht (der sich rot färbt) und selbst stimulierend wirkt. Der rote Saft befleckt die Zähne und schädigt das Zahnfleisch. Das Kauen eines Betelpriems wird jedoch bereits seit mehreren tausend Jahren praktiziert.
Während des Kauens des Betelpfeffers wird außerdem die DNS im Mund vorübergehend neutralisiert, was zu Problemen beim Analysieren von Speichelproben führen kann. Wissenschaftler versuchen daher in solchen Fällen, die DNS für die Analyse zu verstärken.

## Ähnliche Art
Piper sarmentosum ist eine verwandte Art, die beim Kochen Verwendung findet und wird manchmal „Wilder Betel“ genannt.

## Taxonomie
Die Erstveröffentlichung von Piper betle erfolgte 1753 durch in Species Plantarum, 1, S. 28–29.